# Pungert, Škofja Loka
Pungert je naselje v Občini Škofja Loka.